# بريان بيرناولا
بريان بيرناولا (بالإسبانية: Brian Bernaola) (17 يناير 1995 بإيكا في بيرو - ) هو لاعب كرة قدم بيروفي في مركز الدفاع. لعب مع نادي سبورتينغ كريستال وديبورتيفو مانيسيبال ‏ وSport Rosario ‏.

## وصلات خارجية
- بريان بيرناولا على موقع قاعدة بيانات كرة القدم.إي يو (الإنجليزية)
- بريان بيرناولا على موقع Soccerway.com (الإنجليزية)
- بريان بيرناولا على موقع AS.com (الإسبانية)